# Letiště Linec
Letiště Linec, německy Flughafen Linz, je mezinárodní letiště v rakouském městyse Hörsching, nedaleko Lince a jen 36 kilometrů od českých hranic. Jde o páté nejvytíženější letiště v Rakousku. Majitelem je z jedné poloviny spolkový stát Horní Rakousy, z druhé město Linec. Rozkládá se na ploše 383 hektarů. Vybudováno bylo za německé okupace Luftwafe pro vojenské účely, od roku 1956 slouží veřejné dopravě. Od roku 1966 léta každodenní letecký spoj na Frankfurtské letiště. V roce 1976 byl zprovozněn nový terminál. V roce 1994 byl postaven nákladní terminál, který z letiště udělal významný dopravní uzel. Jediné rakouské nákladní aerolinky Amerer Air zde měly základnu v letech 1995-2009. Role ve vnitrostátní dopravě poklesla roku 2014, kdy byla zprovozněna nová železnice mezi Vídní a Lincem, která přetáhla většinu cestujících, takže Austrian Airlines postupně snížily počet letů mezi Lincem a Vídní z šesti až na jeden denně. V roce 2021 přes linecké letiště cestovalo 68 tisíc lidí. Většina odpravených letů nyní náleží nákladní dopravě (v roce 2021 bylo 17 tisíc letů cargo, oproti 3600 letům osobní dopravy).